# George Carter (ingeniør)
Wilfred George Carter CBE FRAeS (født 9. marts 1889, død 27. februar 1969) var en britisk ingeniør, der var chefdesigner hos Glosters fra 1937. Han blev tildelt C.B.E.(Order of the British Empire) i 1947 og blev udnævnt til teknisk direktør for Gloster Aircraft i 1948 og var en del af bestyrelsen indtil 1954. Efter at være blevet pensioneret fortsatte han med at betjene Glosters som konsulent indtil 1958. Han designede det første anerkendte jetfly.

## Karriere
Carter stod i lære hos W. H. Allen Sons og Co. Ltd i Bedford fra 1906-1912. Fra 1916-20 var han Chief Draftsman of Sopwith Aviation Company, derefter Chief Designer fra 1920-1924 af Hawker Engineering Co. Ltd, der arbejder på Heron- og Hornbill-jagerfly og Horsley-bombefly. Fra 1924-1928 arbejdede han med Short Bros i Rochester, hvor han designede en vandfly til Schneider Trophy (1927). Fra 1928-1931 arbejdede Carter for de Havilland. Fra 1935-1936 arbejdede han også for Avro.

### Gloster
Carter sluttede sig til Gloucestershire (senere Gloster) Aircraft Company i Brockworth, Gloucestershire, i 1931. Han arbejdede oprindeligt på de Havilland DH.72 bombefly (kun en blev bygget), som blev givet til Gloster fra de Havilland. På Gloster Aircraft var Carter medvirkende til designet af to af de mest betydningsfulde biplanjagerfly for RAF, Gauntlet og Gladiator. Carter konstruerede også Gloster F.9/37 et lovende dobbeltmotor jagerflydesign (Bristol Taurus), der ikke blev sat i produktion, før han fokuserede på at arbejde med jetfly. Han var chefdesigner fra 1936-1948. I 1934 var Gloster blevet overtaget af Hawker, hvilket forårsagede, at chefdesigneren, Henry Folland, forlod stillingen og dermed gjorde plads til hans efterfølger.

### Jetfly
Det var under et besøg af Frank Whittle hos Gloster, at Carter blev involveret i udviklingen af jetfly. På det tidspunkt arbejdede Gloster på en twin-boom jagerfly, for specifikation F.18/37 - også brugt til Hawker Typhoon, at blive drevet af en Napier Saber stempelmotor som tiltrak opmærksomhed Whittle, som troede, at layoutet ville være egnet til sin nye motor. Selvom design Whittle saw ikke ville gå videre end projektfasen, blev Carter i løbet af få uger anmodet af Luftministeriet om at indsende planer for et helt nyt fly at bruge Whittles motor. Han gik ind for projektet før han så motoren til sig selv. Selvom han ikke var imponeret over motoren selv, da han så den i gang, var han overbevist om, at den kunne udvikle sig til et passende kraftværk, givet hvad de havde opnået i de lidt primitive forhold ved Lutterworth.
Gloster E.28/39 var primært designet til at bevise tanken om turbojet-powered flyvning, men Airministeriet insisterede dog på, at designet indeholdt bestemmelse om fire våben og 2.000 runder ammunition, selvom disse ikke var monteret i prototypen. Kontrakten om at bygge E.28/39, også kendt som Pioneer, blev anbragt med Gloster den 3. februar 1940. Flyet blev bygget i hemmelighed ved Regents-garagen, Cheltenham og fløj den 15. april 1941 på RAF Cranwell og blev den første Britiske og allierede jetfly.
Selv før Pioneer fløj, opfordrede Luftministeriet Carter til at designe en praktisk jagerfly, da Pioneer ikke var egnet, fordi det ikke var sandsynligt, at en motor på mindst 2,000 lbf (8,9 kN) stød ville være tilgængelig i den nærmeste fremtid. Carter besluttede derfor at designet ville kræve to motorer. Resultatet blev udpeget F.9/40, som først fløj den 5. marts 1943 og ville finde verdensomspændende berømmelse som Gloster Meteor. Hans senere design indeholdt E.1/44. Han overvåger designet af Gloster GA-5 delta-vinge jagerfly (senere Gloster Javelin, som først fløj i 1951 fra RAF Moreton Valence syd for Gloucester), som blev designet af Richard Walker (Glosters chefdesigner) og drevet af Armstrong Siddeley Safir-motorer.